# Wendell Hall
Wendell Wood Hall (* 23. August 1896 in St. George, Kansas; † 2. April 1969 in Alabama) war ein US-amerikanischer Folk-, Old-Time- und Novelty-Musiker, der seine größten Erfolge in den 1920er-Jahren verzeichnen konnte. Sein Spitzname war „The Red-haired Music Maker“.

## Leben

### Anfänge
Geboren in Kansas, begann Wendell Hall seine Karriere als Musiker bereits in der High School. 1922 wurde er bei Foster Music in Chicago als Komponist engagiert und begann, mit den Vaudevilles durch die USA zu ziehen; währenddessen lernte Hall eine große Anzahl an Instrumenten zu spielen, wie Gitarre, Xylophon, Banjo oder die Banjolele, eine Mischung aus Banjo und Ukulele, die einige Jahre zuvor von dem Instrumentenbauer Alvin D. Keech in San Francisco entwickelt worden war. Sein Lieblingsinstrument, die Ukulele, lernte er jedoch erst relativ spät.

### Karriere
1923 bekam er bei RCA Victor einen Schallplattenvertrag. Sein erster Song, It Ain’t Gonna Rain No Mo’, wurde im selben Jahr veröffentlicht. Im vorigen November hatte er bereits einige Demo-Versionen des Titels eingespielt. Die Platte verkaufte sich über zwei Millionen Mal und ist damit der erste Million-Seller der Country-Musik. Der Titel basiert auf einem alten Folk-Song, auf den Hall einen neuen Text dichtete. 1924 übernahm Hall die Radioshow Everyday Hour auf WEAF in New York City. Die erste Sendung startete am 4. November 1924 mit Gästen wie Carson Robison, Art Gillham und Will Rogers. Hall war innerhalb von zwei Jahren zu einem erfolgreichen Musiker und einem der ersten Radiomoderatoren der Welt geworden.
1925 veröffentlichte Hall sein Buch Ukulele Methods bei Foster Music und heiratete live im Radio. Zudem trat Hall in verschiedenen Kurzfilmen auf und veröffentlichte weiterhin bei Columbia Records und Brunswick Records Platten; bekannte Titel von Hall sind beispielsweise Big Rock Candy Mountain, It Looks Like Rain und Who Said I Was a Bum? Ende der 1920er-Jahre begann Hall, mit seinem Freund und Country-Musiker Carson Robison zusammenzuarbeiten. Aus dieser Verbindung gingen unter anderem die Hits Whistling the Blues Away, Oh! Susanna und Camptown Races hervor. Mitte der 1920er-Jahre unternahm Hall mehrere Welt-Tourneen, die ihn auch nach Asien und Europa führten.
Seit 1929 übernahm Hall weitere Radioshows und komponierte Songs wie Underneath the Mellow Moon und Carolina Rose. In den 1930er-Jahren nahm die Popularität Halls spürbar ab, und er konzentrierte sich fortan auf das Komponieren von Werbesongs. 1950 veröffentlichte er ein weiteres Buch, Famous Collection for the Ukulele.

## Diskografie
Halls Platten bei Columbia wurden im Nachhinein bei Banner Records neu veröffentlicht.
| Jahr              | Titel                                                                      | Anmerkungen                                                 |
| ----------------- | -------------------------------------------------------------------------- | ----------------------------------------------------------- |
| RCA Victor        |                                                                            |                                                             |
| 1923              | It Ain’t Gonna Rain No Mo’ / Red Headed Music Maker                        |                                                             |
| 1924              | It Looks Like Rain / Comfortin’ Gal                                        |                                                             |
| 1924              | Land of My Sunset Dreams / Wonderful One                                   | B-Seite von Henry Burr                                      |
| 1924              | Oh Susanna / Gwine Run All Night                                           | A-Seite mit Carson Robison; B-Seite mit dem Shannon Quartet |
| 1924              | Old Plantation Medley / Pickaninny Lullaby                                 |                                                             |
| 1924              | Lonely Lane / Swanee River Dreams                                          | B-Seite mit Carson Robison                                  |
| 1925              | It Ain’t Gonna Rain No Mo’ No. 2 / We’re Gonna Have Weather                | B-Seite von Carson Robison                                  |
| 1925              | I Couldn’t Get To It On Time / Oh Mabel                                    | B-Seite von Billy Murray                                    |
| 1925              | Don’t Say Aloha (When You Say Goodbye) / Rose Of Hawaii                    |                                                             |
| 1925              | I Struck My Funny Bone / Ain’t the Sunshine Grand                          |                                                             |
| 1925              | Farmer Took Another Load Away / Little Lindy Lou                           | A-Seite von Jimmy Miller und Charles Farrell                |
| 1925              | Your Shining Eyes / Over The Rainbow Trail                                 |                                                             |
| 1925              | Angry / Whisp’ring Trees, Memories of You                                  |                                                             |
| 1925              | We’re Gonna Have Weather / It Ain’t Gonna Rain No Mo’ No. 2                |                                                             |
| 192?              | ? / Land of My Sunset Dreams                                               |                                                             |
| Brunswick Records |                                                                            |                                                             |
| 1925              | Hockey Pockey Diddle Dee Dum / Paddlin’ Madeline Home                      |                                                             |
| 1925              | Kentucky’s Way of Saying Good Morning / Show Me the Way to Go Home         |                                                             |
| 1926              | Just Around the Corner / Let’s Talk About My Sweetie                       |                                                             |
| 1926              | Say Mister, Have You Met Rosie’s Sister? / Spanish Shawl                   |                                                             |
| 1926              | I’m Gonna Let the Bumble Bee Be / Lulu Lou                                 |                                                             |
| 1926              | My Dream Sweetheart / That’s Why I Love You                                |                                                             |
| 1926              | Mandy / Precious                                                           |                                                             |
| 1926              | No One But You Knows to Love / She’s Still My Baby                         |                                                             |
| 1926              | Just a Bird’s Eye View / Meadowlark                                        |                                                             |
| 1926              | I’m Tellin’ the Birds / Take In the Sun, Hang Out the Moon                 |                                                             |
| Columbia Records  |                                                                            |                                                             |
| 1927              | Hot Feet / Down Kentucky Way                                               |                                                             |
| 1927              | There’s a Trick in Pickin’ Chick Chick Chicken / Headin’ Home              |                                                             |
| Brunswick Records |                                                                            |                                                             |
| 1927              | Yesterday / Down Kentucky Way                                              |                                                             |
| 1928              | Headin’ Home (Bound for Birmingham) / Oh! Lucindy                          |                                                             |
| 1928              | My Dream Sweetheart / Polly Wolly Doodle                                   |                                                             |
| 1928              | I Told You I’d Never Forget You / Will You Remember (What I Can’t Forget)? |                                                             |
| 1928              | Hot Feet / Oh! Lucindy                                                     | Wiederveröffentlichung                                      |
| 1928              | Headin’ Home (Bound for Birmingham) / Old Fashioned Locket                 |                                                             |
| 1928              | Easy Goin’ / My Dream Sweetheart                                           |                                                             |
| 1928              | If I Only Knew / Polly Wolly Doodle                                        |                                                             |
| 1929              | Dear Heart of Mine / Angeline                                              |                                                             |
| 1929              | Ploddin’ Along / There’s a Four Leaf Clover in My Pocket                   |                                                             |
| 1929              | Seven Times Seven Is Forty-Nine / Eleven Cent Cotton and Forty Cent Meat   |                                                             |
| 1930              | Underneath the Mellow Moon / Land of Sunset Dreams                         |                                                             |